# Ústava Kazachstánu
Ústava Kazachstánu (kazašsky Қазақстан Республикасының Конституциясы, rusky Конституция Казахстана) je základní zákon Kazachstánu. Současné znění bylo přijato na základě výsledků všelidového referenda ze 30. srpna 1995. Tento den je každoročně slaven jako Den ústavy.

## Hlava první

### Článek 2
3. Administrativně-územní uspořádání, statut hlavního města se určují zákonem. Hlavním městem Kazachstánu je Astana.

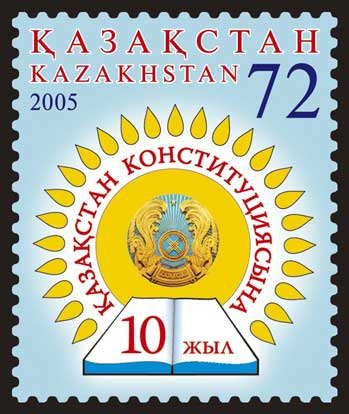
Poštovní známka Kazachstánu vydaná u příležitosti desátého výročí přijetí ústavy

### Článek 7
1. Úředním jazykem Kazachstánu je kazaština.

2. Ve styku se státními orgány a s orgány místní samosprávy se na rovnocenné úrovni užívá ruština.